# Peter Khouri
Peter Khouri (født 31. januar 1971) er en dansk skuespiller.
Khouri er uddannet fra Skuespillerskolen ved Odense Teater i 2002. Han har siden haft roller ved Odense Teater, Mungo Park, Betty Nansen Teatret, Det Kongelige Teater, Café Teatret og Svalegangen.

## Filmografi
- Møgunger (2003)
- Dronningen (2019)

### Tv-serier
- Rejseholdet (2000-2003)
- Hotellet (2000-2001)
- Nikolaj og Julie (2002-2003)
- Album (2008)